# بيغ بلو أوشين كلينأب
بيغ بلو أوشين كلينأب هي منظمة بيئية دولية غير ربحية تأسست في عام 2018 لها مكاتب في يورك (المملكة المتحدة)، وفانكوفر (كندا)، وكوالالمبور (ماليزيا)، وسيدني (أستراليا). وتتركز أنشطتها على تنظيف الشواطئ والمحيطات وحماية الحياة البرية وأبحاث المحيطات وتطوير التقنيات المبتكرة.

## التاريخ
تأسست بيغ بلو أوشين كلينأب في 27 فبراير 2018 على يد روري سينكلير.
في مارس 2019، دعمت مبادرة النقد مقابل القمامة، التي أطلقتها شركة APEM الاستشارية للمياه العذبة.
في 22 أبريل 2020 يوم الأرض الفلسطيني، تم عرض حملة تنظيف المحيط الأزرق الكبير في الفيلم الوثائقي للمخرج زاك إيفرون بعنوان The Great Global Clean Up، والذي تم بثه على قناة ديسكفري.في مايو 2020، شارك متطوعو حملة تنظيف المحيط الأزرق الكبير في إزالة بقايا حوت زعنفي كبير من شاطئ كلاكتون أون سي في إسيكسفي سبتمبر 2020، دخلت المنظمة في شراكة مع فريق المجدفين الاسكتلنديين في رحلتهم الاستكشافية عبر الممر الشمالي الغربي، والتي من المقرر إجراؤها في عام 2021، سيقوم أعضاء الفريق بجمع البيانات لتنظيف المحيط الأزرق الكبير، بما في ذلك محتوى البلاستيك الدقيق في الماء.

## المبادرات

### تنظيف الشواطئ
يعد تنظيف الشواطئ النشاط الرئيسي لمبادرة تنظيف المحيط الأزرق الكبير. يتم تنظيم هذه الأحداث من قبل سفراء المنظمات غير الربحية وتشمل مجتمعات مختلفة، من عمال الشركات إلى الطلاب، إلى المتطوعين المحليين.

### مشروع منقذ المحيط
في أكتوبر 2018، دعم خبراء بيغ بلو أوشين كلينأب مشروع Ocean Saviour، وهي مبادرة من ريتشارد دبليو روبرتس وسيمون وايت، مؤسسي TheYachtMarket.com، لبناء سفينة تنظيف ثلاثية الطوابق بطول 70 مترًا تعمل بالطاقة الذاتية، والتي ستستعيد البلاستيك من المحيط وتعيد تدويره.

### الرعاة
يتم دعم المنظمة غير الربحية بشكل أساسي من قبل الشركات الصغيرة والمتوسطة الحجم (بعض الأمثلة هي محرك البحث Ekoru، و Subsea Expo، ومقدم خدمات الهندسة البحرية James Fisher & Sons ومورد التعبئة والتغليف Storopack).